# Encadenados. Un homenaje al bolero
Encadenados. Un homenaje al bolero es el noveno álbum de estudio de la cantante Tamara, en esta ocasión acompañada por el bolerista catalán Moncho.

## Sinopsis
Con la producción de Yadam González, Encadenados. Un homenaje al bolero incluye un total de 14 temas que ahondan en la profundidad de un género desde un prisma totalmente novedoso. Todos los temas están interpretados por los dos cantantes a excepción de tres temas en solitario respectivamente.

## Canciones del disco
| N.º | Título                                          | Escritor(es)                                        | Duración |  |
| 1.  | «Como yo te amé» (cantan Tamara y Moncho)       | Armando Manzanero                                   | 3:45     |  |
| 2.  | «Quién dijo» (canta Moncho)                     | Yadam González                                      | 4:22     |  |
| 3.  | «Encadenados» (canta Tamara)                    | Carlos Arturo Briz                                  | 3:14     |  |
| 4.  | «Perfidia» (cantan Tamara y Moncho)             | Alberto Domínguez Borrás                            | 2:54     |  |
| 5.  | «Ansiedad» (cantan Tamara y Moncho)             | José Enrique Sarabia                                | 3:29     |  |
| 6.  | «No dudaría» (canta Tamara)                     | Tamara, Rafael Rey, Daniel Betancourth, DMEI        | 4:15     |  |
| 7.  | «Sombras» (canta Moncho)                        | Rosario Sansores, Carlos Brito                      | 3:01     |  |
| 8.  | «Júrame» (cantan Tamara y Moncho)               | María Grever                                        | 4:09     |  |
| 9.  | «Lo que te daría» (cantan Tamara y Moncho)      | Lolita de la Colina                                 | 3:39     |  |
| 10. | «Cuando pienso en ti» (canta Tamara)            | José Feliciano, Jean-Manuel de Scarano, Leroy Gómez | 4:11     |  |
| 11. | «Échame a mí la culpa» (cantan Tamara y Moncho) | José Ángel Espinoza                                 | 3:31     |  |
| 12. | «Esta tarde vi llover» (cantan Tamara y Moncho) | Armando Manzanero                                   | 4:00     |  |
| 13. | «Por debajo de la mesa» (canta Moncho)          | Armando Manzanero                                   | 3:26     |  |
| 14. | «Tres palabras» (canta Tamara y Moncho)         | Osvaldo Farrés                                      | 3:11     |  |

## Créditos y personal
- Productor, ingeniero de grabación, bajo, guitarra eléctrica/acústica, teclados y  arreglista: Yadam González
- Vocalistas: Tamara y Moncho
- Piano, Órgano, Acordeón, Arreglista: Igor Tukalo
- Batería, Bongos: Fernando Favier
- Coro: Belén García Matheu
- Ingeniero de grabación, mezcla y masterización: Javier Monteverde
- Estudio: Cezanne Producciones
- Ingeniero de grabación: Javier Pérez Jiménez
- Estudio: Monkie Sound